# Elena Marchisotto
Elena Anne Corie Marchisotto (1945) é uma matemática estadunidense. É professora emérita da Universidade do Estado da Califórnia em Northridge.

## Formação e carreira
Marchisotto obteve a graduação no Manhattanville College em 1967 e um mestrado na Universidade do Estado da Califórnia em Northridge em 1977. Obteve um Ph.D. em 1990 na Universidade de Nova Iorque. Sua tese, The contributions of Mario Pieri to mathematics and mathematics education, foi orientada juntamente por Kenneth P. Goldberg e Anneli Cahn Lax.

## Obras
Com James T. Smith escreveu um livro sobre Mario Pieri, The legacy of Mario Pieri in geometry and arithmetic (Birkhäuser, 2007).
Em 1995 foi co-autora de uma edição atualizada de The Mathematical Experience (um livro originalmente publicado em 1981 por Reuben Hersh e Philip J. Davis), após er lido o livro e o usado em suas aulas na década de 1980.
Foi co-autora de uma tradução para o inglês de uma história da matemática por Umberto Bottazzini, Hilbert's Flute: The History of Modern Mathematics (com Bottazzini e Patricia Miller, Springer, 2016).
Os livros-texto de Marchisotto incluem:
- Topics in Intermediate Algebra (Wiley, 1987)
- Developmental Mathematics: Arithmetic, Algebra, and Measurement Geometry (Wiley, 1987)
- Mathematics for High School Teachers: An Advanced Perspective (with Zalman Usiskin, Anthony Peressini, and Dick Stanley, Prentice Hall, 2003)[7]